# Imunski test
Imunski test ali imunoanaliza je biokemični test, ki meri prisotnost ali koncentracijo makromolekule ali majhne molekule v raztopini z uporabo protitelesa (običajno) ali antigena (včasih). Molekula, ki jo zazna imunski test, se pogosto imenuje "analit" in je v mnogih primerih beljakovina, čeprav so to lahko tudi druge vrste molekul različnih velikosti in tipov, če so razvita ustrezna protitelesa, ki imajo zahtevane lastnosti za test. Analit v bioloških tekočinah, kot sta krvni serum ali urin, se v medicinske in raziskovalne namene pogosto meri z imunoanalizami.
Imunoanalize so na voljo v številnih različnih oblikah in različicah. Imunoanalize se lahko izvajajo v več korakih, pri čemer se reagenti dodajajo in izpirajo ali ločujejo na različnih točkah analize. Večstopenjske analize se pogosto imenujejo ločitvene imunoanalize ali heterogene imunoanalize. Nekatere imunoanalize se lahko izvedejo preprosto z mešanjem reagentov in vzorca ter fizikalno meritvijo. Takšne analize se imenujejo homogene imunoanalize ali redkeje imunoanalize brez ločevanja.
Pri imunoanalizah se pogosto uporablja kalibrator. Kalibratorji so raztopine, za katere je znano, da vsebujejo zadevni analit, koncentracija tega analita pa je na splošno znana. Primerjava odziva preskusa na pravi vzorec z odzivom preskusa, ki ga dajejo kalibratorji, omogoča interpretacijo jakosti signala glede na prisotnost ali koncentracijo analita v vzorcu.